# Seesaw (album)
Seesaw – drugi album studyjny gitarzysty Joego Bonamassy oraz piosenkarki Beth Hart. Wydawnictwo ukazało się 20 maja 2013 roku nakładem wytwórni muzycznej J&R Adventures. Na płycie znalazło się dwanaście piosenek m.in. z repertuaru Billie Holiday, Louisa Armstronga, Etty James, czy Buddy’ego Milesa. Materiał został zarejestrowany we współpracy z producentem muzycznym Kevinem Shirleyem.
Joe Bonamassę i Beth Hart w pracach nad płytą wsparli gitarzysta Blondie Chaplin, saksofonista Ron Dziubla, perkusista Anton Fig, basista Carmine Rojas, pianista Arlan Schierbaum oraz trębacz Lee Thornburg. Płyta była promowana teledyskami do utworów „Rhymes”, „Nutbush City Limits” i „Strange Fruit”. W 2014 roku album uzyskał nominację do nagrody amerykańskiego przemysłu fonograficznego Grammy w kategorii Best Blues Album.

## Lista utworów
Opracowano na podstawie materiału źródłowego.
| Nr  | Tytuł utworu                            | Autorzy                                                | Długość |
| --- | --------------------------------------- | ------------------------------------------------------ | ------- |
| 1.  | „Them There Eyes”                       | Maceo Pinkard, Doris Tauber, William Tracey            | 2:31    |
| 2.  | „Close to My Fire”                      | Peter Hoppe, Stephanie Popp                            | 5:12    |
| 3.  | „Nutbush City Limits”                   | Tina Turner                                            | 3:34    |
| 4.  | „I Love You More Than You'll Ever Know” | Al Kooper                                              | 7:03    |
| 5.  | „Can't Let Go”                          | Randy Weeks                                            | 4:00    |
| 6.  | „Miss Lady”                             | Buddy Miles                                            | 4:54    |
| 7.  | „If I Tell You I Love You”              | Melody Gardot                                          | 3:36    |
| 8.  | „Rhymes”                                | Al Green, Mabon „Teenie” Hodges                        | 5:03    |
| 9.  | „A Sunday Kind of Love”                 | Louis Prima, Barbara Belle, Anita Leonard, Stan Rhodes | 3:55    |
| 10. | „Seesaw”                                | Don Covay, Steve Cropper                               | 3:25    |
| 11. | „Strange Fruit”                         | Lewis Allen                                            | 5:45    |
|     |                                         |                                                        | 48:58   |

| Bonus DVD | Bonus DVD                                                               | Bonus DVD |
| Nr        | Tytuł utworu                                                            | Długość   |
| --------- | ----------------------------------------------------------------------- | --------- |
| 1.        | „Making Of Footage With Exclusive Interviews And 3 Studio Music Videos” | 48:00     |

## Listy sprzedaży
| Lista                | Kraj              | Pozycja |
| -------------------- | ----------------- | ------- |
| Ö3 Austria Top 40    | Austria           | 20      |
| Ultratop             | Belgia (Flandria) | 56      |
| Ultratop             | Belgia (Walonia)  | 81      |
| MegaCharts           | Holandia          | 11      |
| SNEP                 | Francja           | 87      |
| Media Control Charts | Niemcy            | 19      |
| VG-lista             | Norwegia          | 4       |
| OLiS                 | Polska            | 37      |
| Billboard 200        | Stany Zjednoczone | 47      |
| Schweizer Hitparade  | Szwajcaria        | 28      |
| Sverigetopplistan    | Szwecja           | 25      |
| UK Albums Chart      | Wielka Brytania   | 27      |

## Wydania
| Rok  | Nr katalogowy | Format   | Wytwórnia      | Region            | Źródło |
| ---- | ------------- | -------- | -------------- | ----------------- | ------ |
| 2013 | PRAR935491    | CD       | J&R Adventures | Stany Zjednoczone | [ 10 ] |
| 2013 | CD 57112      | CD       | DBN            | Argentyna         | [ 10 ] |
| 2013 | PRD 7414 5    | CD+DVD   | Provogue       | Europa            | [ 10 ] |
| 2013 | PRD 7414 6    | CD+DVD   | Provogue       | Europa            | [ 10 ] |
| 2013 | PRD PROMO 414 | Promo CD | Provogue       | Stany Zjednoczone | [ 10 ] |
| 2013 | PRD 7414 1    | LP       | Provogue       | Europa            | [ 10 ] |